# Freinhausen
Freinhausen ist ein Ortsteil des oberbayerischen Marktes Hohenwart, Landkreis Pfaffenhofen an der Ilm. Bis zur Eingemeindung am 1. Januar 1978 war der Ort Sitz einer selbstständigen Gemeinde.

## Geographische Lage
Freinhausen liegt am linken Rand des Tals der hier nordöstlich ziehenden Paar, etwa 5,5 km nordöstlich des Hauptorts der Marktgemeinde und etwa 12 km nordwestlich der namengebenden Kreisstadt des Landkreises Pfaffenhofen an der Ilm. Das Pfarrdorf zieht sich ein Stück weit das Tal eines kleinen linken Zuflusses der Paar hinauf.
In der Gemarkung liegen noch das recht kleine Pfarrdorf Steinerskirchen mit Kloster und Wallfahrtskirche am oberen Ende dieses Tales sowie eine Mühle gegenüber dem Hauptort am rechten Ufer der Paar, wo dem Fluss der kurze Gießbach zuläuft.

## Geschichte

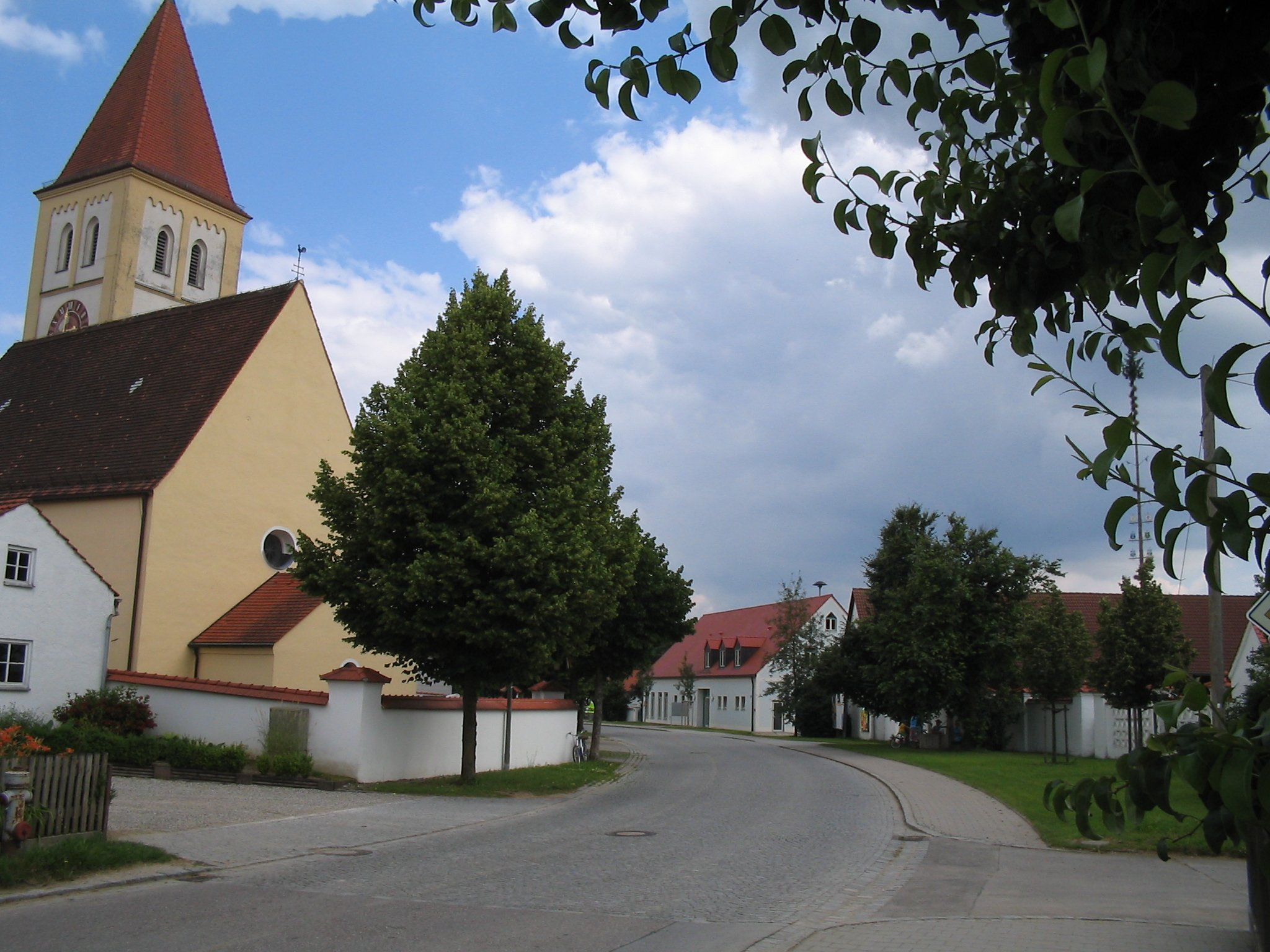
Pfarrkirche St. Sebastian

Freinhausen wurde zu Beginn des 12. Jahrhunderts als Sitz eines Adelsgeschlechts urkundlich erwähnt. Deren Schloss wurde 1632 während des Dreißigjährigen Kriegs von den Schweden niedergebrannt.
Zur mit dem Gemeindeedikt von 1818 gebildeten selbstständigen Gemeinde Freinhausen gehörte auch der Weiler Steinerskirchen mit seinem Herz-Jesu-Kloster. Bis 30. Juni 1972 gehörte die Gemeinde zu dem im Zuge der Gebietsreform in Bayern aufgelösten Landkreis Schrobenhausen und kam dann zum Landkreis Pfaffenhofen an de Ilm. Am 1. Januar 1978 wurde sie in den Markt Hohenwart eingegliedert.
Nordöstlich des Orts befindet sich ein Bundeswehrgelände, welches lange Zeit von FlaRak-Einheiten genutzt, inzwischen allerdings komplett stillgelegt wurde.
Im Jahr 2009 hat dieses Gelände die LFK-Lenkflugkörpersysteme GmbH (Schrobenhausen) erworben, die es als Test- und Integrationsgelände für Luftverteidigungssysteme entwickeln möchte.

## Sehenswürdigkeiten
Die Pfarrkirche St. Sebastian mit einem gotischen Turm wurde im 15. Jahrhundert errichtet und im 18. Jahrhundert im Stil des Barock erweitert. An der Sakristeitür befindet sich ein Ölbergrelief aus der Zeit um 1530. Die neubarocken Ältäre schuf 1910–1914 der Münchner Architekt Joseph Elsner. Die Figur der Muttergottes im nördlichen Seitenaltar entstand um 1630, die übrigen Altarfiguren stammen aus dem 17./18. Jahrhundert. Im Chor befinden sich Epitaphe der Herren von Gumppenberg.